# 巨騰國際
巨騰國際控股有限公司（港交所：3336、臺證所：9136）是一家3C產品代工製造商，產房設於中國及台灣。巨騰國際在2000年成立。
2005年，巨騰國際在香港交易所上市。2009年5月，巨騰國際發行台灣存託憑證。

## 外部連結
- 巨騰國際控股有限公司網站 （页面存档备份，存于）